# لیندا سروپ-سیمونسن
لیندا سروپ-سیمونسن (انگلیسی: Linda Cerup-Simonsen؛ زادهٔ ۱۵ ژوئن ۱۹۶۹) قایقران قایق بادبانی اهل نروژ بود.